# Wiktoryn Konstanty Mleczko
Wiktoryn Konstanty Mleczko herbu Doliwa (zm. 1679) – starosta generalny żmudzki od 1670, pułkownik generalny Księstwa Żmudzkiego od 1656, podstarości żmudzki od 1643, podsędek, sędzia żmudzki od 1652, trukczaszy Jego Królewskiej Mości, rotmistrz i pułkownik wojsk litewskich.
Był synem Jana Mleczki (zm. 1627), sędziego ziemskiego. W 1648 roku podpisał elekcję Jana II Kazimierza z Księstwa Żmudzkiego. 20 października 1655 roku podpisał ugodę kiejdańską.
Poseł na sejm koronacyjny 1649 roku, sejm 1653 roku, sejm 1667 roku, poseł sejmiku rosieńskiego na sejm 1658 roku, sejm 1661 roku, pierwszy sejm 1666 roku, sejm nadzwyczajny abdykacyjny 1668 roku.
Jako poseł na sejm 1661 roku był delegatem na Trybunał Skarbowy Wielkiego Księstwa Litewskiego. Poseł sejmiku rosieńskiego Księstwa Żmudzkiego na sejm wiosenny 1666 roku. Był elektorem Michała Korybuta Wiśniowieckiego w 1669 roku z Księstwa Żmudzkiego, podpisał jego pacta conventa.
Żoną Wiktoryna była Zofia Isajkowska, córka Konstancja wyszła za mąż za kasztelana trockiego Jana Władysława Brzostowskiego.